# تحديد الهوية بموجات الراديو
الرقاقات الراديو لاسلكية أو التعرف بترددات الراديو الزيد Radio-frequency Identification واختصاراً تعرف بـ تحديد الهوية بموجات الراديو.

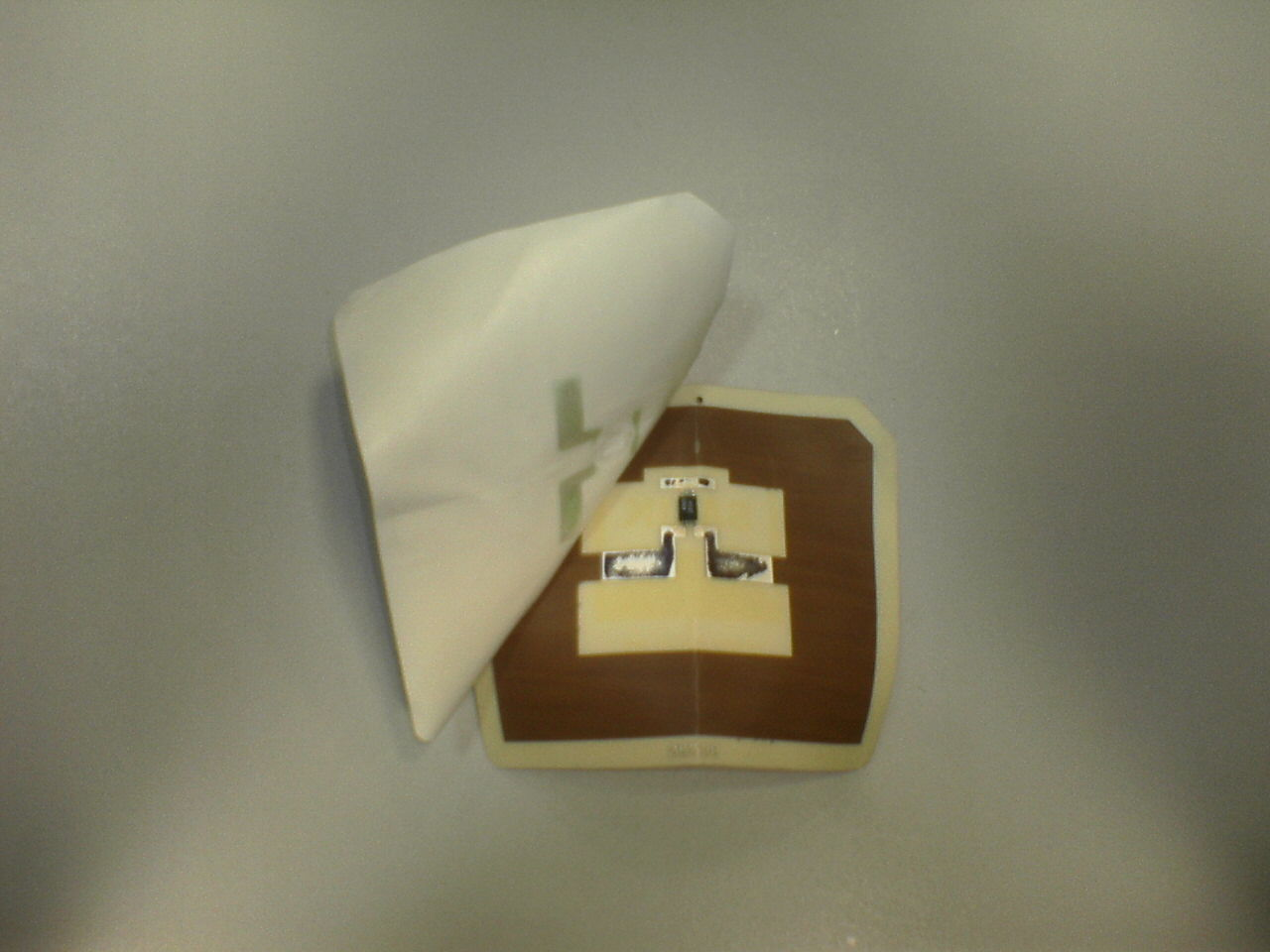
شريحة RFID تستعمل لتحصيل تعرفة الطريق في نظام سالك (دبي).

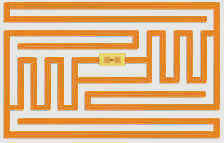
رقاقة RFID استخدمت من قبل شركة وول مارت

تقنية (تحديد الهوية بموجات الراديو) وتعني (تحديد الهوية باستخدام موجات الراديو). والتقنية عبارة عن تحديد الهوية بشكل تلقائي بالاعتماد على جهاز يسمى (RFID Tags). هذا الجهاز (RFID Tags) عبارة عن كائن صغير يمكن إدراجه بالمنتجات أو الحيوانات أو الإنسان. يحتوي هذا الكائن على شريحة مصنوعه من السيلكون وهوائي (أنتينا) لكي يستطيع استقبال وإرسال البيانات والاستعلامات من خلال موجات الراديو.

## مقدمة

ترميز ويكيبيديا برمز 128

- منذ مدة بدأت ثورة في أنظمة التعريف الآلية باستخدام الترميز بالأعمدة (Barcode) حيث تم استخدامها بشكل كبير في كافة الأنظمة الصناعية والاستهلاكية وذلك لتأمينها قراءة آلية ورخص تكلفتها.
- ولكن مؤخراً بدأ يظهر عجز هذه التقنية في بعض التطبيقات.
  - لقلة المعلومات الممكن تخزينها.
  - وعدم قابلية إعادة البرمجة.
  - وضرورة مواجهة اللاصقة إلى الماسح.
  - وعدم إمكانية قراءة أكثر من لاصقة في نفس الوقت.
  - وعدم إمكانية إعطاء رقم مستقل لكل وحدة وإنما يعطى رمز واحد لكل وحدات النوع نفسه.

نشأت فكرة الرقاقات اللاسلكية في بداية السبعينات، ومع التقدم التقني الكبير في مجال الشرائح الإلكترونية وانخفاض ثمنها في السنوات الأخيرة أصبحت الرقاقات الإلكترونية البديل الأمثل في نظم التعريف الآلية. وأكثر أنواع نظم التعريف الآلية المستخدمة اليوم هي البطاقات الذكية التي تعتمد على التلامس مع القارئ للتواصل، مثل بطاقات الهاتف والبطاقات البنكية. ولكن الاتصال الميكانيكي بين القارئ والبطاقة غير مناسب من الناحية العملية. إن التواصل دون التلامس مع القارئ يؤمن مرونة عالية في الكثير من التطبيقات، حيث تعمل الرقاقات على إصدار إشارات رقمية تنتقل عبر موجات الراديو القصيرة والطويلة ويقوم جهاز المسح أو الأقمار الاصطناعية على إيجاد هذه الإشارات وتحديد مكان ونقطة صدورها، ولهذا السبب يطلق على هذه التقنية «التعريف بترددات الراديو» (Radio Frequency Identification) واختصاراً تعرف (تحديد الهوية بموجات الراديو)، وفي السنوات الأخيرة ازداد انتشار تطبيقات أنظمة RFID بشكل واسع.

## الملخص
في السنوات الأخيرة أصبحت وسائل التعريف الآلية منتشرة في العديد من التطبيقات العملية لتأمين معلومات كافية عن الناس أو السيارات أو المنتجات الصناعية وهي في حالة حركة عادية دون إيقافها. في هذا البحث سيتم شرح تكنولوجيا الرقاقات اللاسلكية وهذه التكنولوجيا تعتمد على تقنية بدأت بالانتشار حديثا تسمى RFID. فما هي هذه التقنية وما هو مبدأ عملها وأشكالها واستخداماتها؟، هذا ما سنحاول هنا مناقشته وتوضيحه.

## تاريخ رقاقات RFID
في العام 1946 م قام «ليون ثيرمن» باختراع أداة تجسس لصالح الاتحاد السوفيتي السابق تقوم بإعادة إرسال موجات الراديو المدمجة مع الأمواج الصوتية. يلتقط حجابٌ حاجزٌ الموجات الصوتية ويتذبذب بفعلها مما يؤدي إلى تغيير أو تعديل حالة قارئ الذبذبات والذي بدوره ينظم ذبذبة الإرسال المنعكسة. بالرغم من أن هذه الأداة كانت جهاز تنصت سري سلبي وليس بطاقة تعريف فهي تعتبر المقدمة لاختراع بطاقات التعريف بموجات الراديو RFID. مصادر أخرى تذكر أن تكنولوجيا RFID كانت موجودة منذ العام 1920 علماً بأن مصادر أخرى تحدد أن الستينات كانت البداية الأولى للتّعرف على هذه التكنولوجيا. ويقال أن بريطانيا استخدمت هذه التكنولوجيا في طائراتها في العام 1939 م للتفرقة بين العدو والصديق.
حدثٌ آخـر يعتبر أسـاسـاً لبداية تكنولوجيا RFID هو البحث البـارز الـذي قـام «هـاري سـتوكمان» بكتابته في العـام 1948 م بعنوان «الإتصال بواسـطة القـوة المنعكسـة» (Communication by Means of Reflected Power)، والذي أقّر فيه أن أبحاثاً وأعمالاً تطويرية يجب أن يتم تنفيذها قبل حل المشاكل الأساسية المتعلقة بالاتصال بواسطة القوة المنعكسة وقبل استكشاف حقل التطبيقات المفيدة في هذا المجال.
و في العام 1973 قامت الولايات المتحدة بتسجيل براءة اختراعٍ للمخترع «ماريو كاردولو» يعتبر السلف الحقيقي الأول لتكنولوجيا RFID، وهو جهاز استقبال وإرسال إذاعي سلبي يحتوي على ذاكرة. الجهاز الأولي كان سلبياً يعمل بواسطة إشارة استجواب وكان يحتوي على جهاز إرسال واستقبال بذاكرة سعتها 16بت الهدف منه حساب الخسائر، وقد قام المخترع بعرضه على سلطة ميناء نيويورك ومستثمرين محتملين في العام 1971 م. براءة اختراع كاردولو الأصلية غطت استعمالات موجات الراديو باستخدام الصوت والضوء كوسط ناقل وقد أظهرت خطة العمل الأصلية التي عرضت على المستثمرين في العام 1969 م إمكانية استخدام الاختراع في وسائل النقل، الأعمال المصرفية، الأمن والطب.
أول ظهور للقوة المنعكسة كان عبارة عن رقاقات RFID سلبية وشبه سلبية قام كل من “Steven Depp” و“Alfred Koelle” و“Robert Freyman” بصنعها في مختبر Los Alados العلمي في العام 1973 م. النظام المتنقل عمل على تردد قدره 915 ميجاهيرتز واستخدم بطاقات بيانات سعتها 12بت. وأول براءة اختراع مرتبطة برقاقات RFID سجلت في الولايات المتحدة الأمريكية باسم “Charles Walton” في العام 1983 م.

## مبدأ عملها.
للتعرف على مبدأ عمل رقاقات RFID علينا أن نتعرف على أجزائها أولاً. تكنولوجيا RFID تتكون من ثلاثة أجزاء رئيسية هي:
1. البطاقة التي تحتوي على جهاز الإرسال والمعلومات.
2. جهاز القراءة والإرسال.
3. برامج الحاسوب وقواعد البيانات.

رقائق الـ RFID تكون على شكل بطاقات يمكن لصقها أو تثبيتها على الأشياء، وهذه الرقائق الصغيرة جداً تحتوي على هوائي لاستقبال الموجات والذي يكون على شكل سلك رفيع ملفوف داخل البطاقة.
يقوم هذا الهوائي باستقبال الموجات المغناطيسية الصادرة من جهاز القراءة ويشغل الدارة الإلكترونية الموجودة داخل البطاقة والتي بدورها تبدأ عملية البث اللاسلكي للقارئ وتصل المعلومات عند نقلها إلى جهاز الحاسوب أو الشبكة في النهاية. كما ذكرنا سابقاً فإن بطاقات RFID تحتوي على ذاكرة بخلاف الرقم المرمز Barcode الذي يحتوي فقط على رقم يرسل للقارئ، هذه الذاكرة الصغيرة (عادة من نوع EEPROM) تتسع لمعلومات مفصلة وقد تصل سعتها إلى 256 بايت.
لابد أن نلاحظ أن هذه الرقاقة لا تحتوي على مصدر طاقة خاص بها (بطارية مثلاً) وذلك يسهل وضعها على البضائع، ولكن هذه التقنية تعمل على مبدأ دوائر الرنين (resonance circuit) والتي تقوم باستخدام طاقة الموجات الكهرومغناطيسية الصادرة عن جهاز القراءة، تتكون الدارة بشكل بسيط من ملف ومكثّف (Coil and Capacitor) وتصل الدارة إلى مرحلة الرنين عند توافق تردد موجات القارئ وتردد الدارة فتستخدم الطاقة الناتجة لإرسال المعلومات للقارئ. يقوم القارئ بدوره بتحويل الإشارات اللاسلكية الواصلة من البطاقة إلى بيانات رقمية قابلة للتعامل بالحاسوب حيث تتم معالجتها بالبرامج. والشكل التالي يوضح المكونات الأساسية لرقاقة RFID.

## أنواع رقاقات RFID
يمكن تصنيف رقاقات RFID اعتماداً على عوامل عدة، ورغم أننا ذكرنا أن هذه البطاقات لا تعتمد على بطارية كمصدر للطاقة إلاّ أن هذا الشرط لا ينطبق على كل الأنواع. هنالك نوعان رئيسيان من بطاقات RFID هما:

### الرقاقات النشطة (Active Tags)
التي تعتمد على بطارية، وجود البطارية يجعل هذه الرقاقة تتواصل حتى 100 متر، بعض هذه الرقاقات مستقل تماماً عن حقل القارئ إذ أنها متكاملة مع وحدة إرسال خاصة مما يجعلها قادرة على التواصل لمسافة عدة كيلومترات باعتماد مبدأ الرادارات. قد يكون القارئ محمولاً بحيث لا يتجاوز وزنه النصف كيلوغرام ومزوداً بذاكرة سعتها أكثر من 128 ميغابايت ومن الممكن أن يتصل بالحاسوب لاسلكياً.

### الرقاقات الخاملة (السلبية) (Passive Tags)
التي لا تعتمد على بطارية، عدم وجود مصدر الطاقة المستقل يحد من قدرة الإرسال الخاصة بهذه الرقات إلى عدة أمتار فقط، تتم تغذية هذه الرقاقة كما ذكرنا سابقاً بواسطة طاقة الموجات الكهرومغناطيسية. وتتناقص قدرة مجال القارئ بسرعة مع ازدياد المسافة مما يحدد مجال قراءتها إلى مسافة 4-5 متر باستخدام الترددات العالية جداً 860-930 MHz.
و يوجد شكل سيتم تحميله يبين مكونات الرقاقات الموجبة والسالبة.
كل من هذين النوعين يتميز بصفات عن الآخر، والجدول التالي يقارن بينهما:
|                 | الرقاقات النشطة                                         | الرقاقات الخاملة                                      |
| --------------- | ------------------------------------------------------- | ----------------------------------------------------- |
| مصدر الطاقة     | بطارية                                                  | الطاقة الصادرة عن القارئ                              |
| توفير الطاقة    | دوماً                                                    | عند القراءة فقط                                       |
| التردد          | 455 GHz,2.45 GHz,5.8 GHz                                | مختلفة من الترددات المنخفضة إلى المرتفعة UHF          |
| مسافة القراءة   | تصل إلى 100 متر                                         | من مترين إلى 5 أمتار                                  |
| حجم الذاكرة     | تصل إلى 128 كيلو بايت                                   | تصل إلى 256 بايت                                      |
| جاهزية العمل    | تكون دوماً في حالة تأهب وتنشط عند وصول الإشارة من القارئ | لا تعمل سوى بحالة القراءة وتكون الاستجابة بطيئة نسبياً |
| الصيانة الدورية | تحتاج                                                   | لا تحتاج                                              |
| الاستعمال       | عادة على صناديق الشحن الكبيرة                           | عادة على المعلبات والأشياء الصغيرة                    |
| السعر           | 10 – 100 دولار                                          | دولار واحد                                            |

### الرقاقات شبه الخاملة (شبه السلبية) (Semi-Passive Tags)
مشابهة للرقاقات النشطة باعتمادها على مصدر طاقة خاص بها، ولكن البطارية موجودة داخل الشريحة ونتيجة لذلك يكون بإمكان الهوائي إرسال واستقبال المعلومات فقط وهذا يجعل هذا النوع أسرع من الرقاقات السلبية، كما أنها تتميز بـ:-
- أنها حساسة أكثر من الرقاقات السلبية.
- تدوم البطارية لفترة أطول من الرقاقات النشطة.
- يمكن أن تؤدي وظائف نشطة (مثل تسجيل درجات الحرارة) باستخدام طاقتها الخاصة حتى بغياب القارئ.

### الرقاقات ذات القابلية العالية (Extended Capability)
لهذه الرقاقات قدرات عالية جداً تفوق القدرات الأساسية لرقاقات الـ RFID كلوحة ترخيص أو كبديل لتقنية الترميز العمودي (Bar-code)، تتميز هذه الرقاقات بـ:-
- قدرتها على إرسال واستقبال البيانات لمسافات عالية جداً.
- قدرتها على العمل في البيئات الصعبة.
- قدرة تخزين عالية جداً على البطاقة.
- قدرتها على التكامل مع المجسات.
- قدرتها على التواصل مع الأجهزة الخارجية.
- قدرتها على تحمل تقلبات الطقس.

### أنواع أخرى
هنالك أنواع أخرى من هذه الرقاقات ولكننا لن نتعرض لها بالشرح المفصّل، وهي:
- الرقاقات ذات الهوائي (Antenna types).
- الرقاقات ذات البطاقة المرتبطة (Tag attachment).
- الرقاقات التي تحدد المواقع (Tagging Position).

هنالك الكثير من التطبيقات التي تستخدم فيها رقاقات RFID، وحسب هذه التطبيقات يتم صنع الرقاقات اعتماداً التسلسل التالي:
- وضع صفيحة ورقية أو بلاستيكية من الأسفل.
- تثبيت هوائي مصنوع من مادة ناقلة مثل النحاس أو الألمنيوم.
- توصيل الشريحة الإلكترونية إلى الهوائي.
- تغطية الرقاقة بصفيحة بلاستيكية أو ورقية لاصقة.

وتتخذ الرقاقة أشكالاً مختلفة مثل:
1. رقاقات بحجم البطاقة البنكية مع خلفية لاصقة.
2. أقراص بلاستيكية.
3. رقاقات ضمن ساعة يد.
4. علاقات مفاتيح.
5. رقاقات ورقية.
6. وغيرها حسب طلب المستخدم.
أما عن مركبات الشريحة ضمن الرقاقة فإنها تتألف من وحدة طاقة ومعدل ومنسق أوامر ومحولات إلى قيم رقمية.
وقد تم التوصل إلى صناعة شريحة إلكترونية باستخدام تقنيات متطورة ومعقدة بحيث أنه لا تتجاوز أبعادها 0.3 0.3 مم2 وتقوم بتنفيذ برمجيات محددة ضمن متطلبات عالية مثل الاستهلاك المتدني للطاقة ومعالجة إشارات غير صافية بسبب التداخلات. ومعظم الشرائح تحتوي على ذاكرة EEPROM لحفظ المعلومات حتى عندما لا تكون موصلة لأي مصدر طاقة. وسعة هذه الذاكرة من 96 بت إلى 64 كيلو بت وزيادة السعة تؤدي إلى زيادة مساحة الشريحة وسعرها. وتخفيض مساحة الشريحة أدى إلى إمكانية تخفيض كلفة الرقاقة إلى حدود 0.2 دولار (75 هللة سعودية). وقد تم مؤخراً تطوير رقاقات بحيث يتم تركيب الهوائي على سطح الشريحة مباشرة بحيث يكون سطح الرقاقة صغير جداً ويمكن إخفاؤها ضمن أوراق نقدية.

## المعايير والمقاييس
قامت الهيئة العالمية للمقاييس The International Organization for Standardization-ISO بوضع أسس ومقاييس تقنية RFID وهذه قائمة ببعض المقاييس التي أقرتها الهيئة والتي تستعمل لإدارة المعلومات على البطاقات والأنظمة اللاسلكية للأجهزة:
- ISO 11784 كيفية توزيع المعلومات على البطاقة.
- ISO 11785 طريقة التواصل عبر الأثير.
- ISO 14443 طريقة التواصل عبر الأثير وتنظيم عملية الدفع بالبطاقات الذكية (Smart label).
- ISO 18047 و ISO 18046 لفحص البطاقات والقارئ والتحقق من توافقها مع المعايير.
- 18000—1: Generic parameters for air interfaces for globally accepted frequencies.
- 18000—2: Air interface below 135 kHz
- 18000—3: Air interface for 13.56 MHz
- 18000—4: Air interface for 2.45 GHz
- 18000—5: Air interface for 5.8 GHz
- 18000—6: Air interface for 860 MHz to 930 MHz
- 18000—7: Air

at 433.92 MHz

## مجالات استخدام رقاقات RFID

### في المكتبات
لتحديد أماكن الكتب وتم بالفعل تطبيقها في الكثير من المكتبات.

### في بطاقات الهوية
لمعرفة مكان تواجد صاحب هذه الهوية، وقد تم بالفعل تطبيقها على طلبة ولاية تكساس مما يسمح لمكاتب تطبيق القوانين المحلية بأن تتبع تحركاتهم.

### في لوحات السيارات
لتحديد أماكن تواجدها وتحركاتها.

### في التسوق
إذ أنّنا لن نشاهد صف الزحام عند المحاسب بعد الآن، سيكون بإمكانك التجول في السوق حاملاً بطاقة التسوق وقائمة المشتريات، تقوم عربة التسوق بقيادتك لأماكن البضائع في المتجرثم تتوجه إلى البوابة الإلكترونية التي ستقرأ البضائع وتحسب السعر ثم تأخذ معلومات حسابك البنكي لتقيد عليك المشتريات عبر شبكة المعلومات.

### في التعرف على الحجاج
وهذا ما تم اقتراحه في معهد خادم الحرمين الشريفين لأبحاث الحج، وقد تم الاستفادة منها في الحج بالطرق التالية:
- تطبيقات أمنية: إذ يمكن اعتبار الرقاقة بمثابة رخصة حج ويمكن لقارئ الرقاقة التأكد من الرخصة بشكل آلي وفي جزء من الثانية، كما يمكن قراءة المئات من الرقاقات في وقت واحد دون تداخل بينها، مما يتضمن عدم خلق نقاط اختناق عند الحواجز الأمنية، ويسهل حركة دخول الحجاج إلى المشاعر دون ساعات الانتظار الطويلة كما يمكن بجمع هذه المعلومات تحليل حركة الحجاج وتنقلهم بين المشاعر للتوصل إلى حلول للتحكم بالازدحام وإزالة الاختناقات.
- تطبيقات إحصائية: إذ يمكن باستخدام قارئات عند مدخل الحرم، إحصاء الحجاج الداخلين والخارجين بشكل آلي وهم في حركة عادية دون شعور منهم، ويمكن تحليل هذه البيانات فيما بعد للحصول على معلومات إحصائية وأمنية مفيدة.
- تطبيقات طبية: يمكن للمؤسسات الطبية قراءة معلومات الحاج ذات الصلة من الرقاقة، وهذا يوفر الجهد والوقت، مما يساعد على تقديم العناية الصحية المناسبة لوضعه ويتخطى حاجز اللغة في التفاهم.
- تطبيقات مالية: بعد اختبار النظام لسنوات، يمكن تطويره بإدخال نظام المحفظة الإلكترونية في الرقاقة، بحيث يتمكن الحاج من «شحن» الرقاقة بمبالغ معينة سلفاً، ثم يستهلكها في شراء حاجياته، دون ضرورة حمل نقود، وتعرضه لضياعها أو سرقتها.[1]

### في السيارات
لتطوير بعض الأنظمة، فشركة تويوتا (Toyota) قامت بوضع هذه الشرائح في السيارات (Lexus GS 2006) و (Toyota Camry 2007)، لتتعرف على السائق وتعمل تلقائياً بمجرد أن يقترب المالك من السيارة مسافة (3) أقدام.

### في إطارات السيارات
فشركة (Michelin) تجري إاختبارات لوضع هذه الشرائح في الإطارات وذلك لمتابعة الإطارات اعتماداّ على القانون الجديد في الولايات المتحدة الأمريكية.

### في الإعلام
في المستقبل القريب ستتعرف المؤسسات الصحفية على عدد الأشخاص الذين يقرؤون مطبوعاتهم وكمّ هو الوقت الذي يقضيه القراء في تصفح هذه المجلات؟ وهل يقوم القراء بالقفز بين المقالات؟ وهل يقومون بالقراءة من مقدمة المجلة إلى نهايتها أو من الخلف إلى الإمام؟ وهل يقوم أحدهم بالتطلع إلى الإعلانات؟.

### في مجال حفظ المعلومات
فشركة ستايسن (Stysen) المتخصصة في تقديم حلول التخزين الرقمي للملفات وللبيانات ستطور أسلوباً فريداً في تأمين وسائط التخزين بهذه التقنية وبالتالي تأمين محتوياتها وحفظها من السرقة عن طريق قرص صلب متنقل Serial ATA hard drive باسم (e08).. مؤمن بواسطة تكنولوجيا (تحديد الهوية بموجات الراديو).

### في مراقبة البضائع وبيعها
وحتى عملية نقلها وتوزيعها. في شهر يوليو 2003 طلبت شركة وول مارت ستورز وهي تعد من أكبر 100 مورد للسلع، ملصقات تعتمد على هذه التقنية ليتم وضعها في كافة شحنات البضائع التي يتم توريدها إلى متاجرها في الولايات المتحدة الأمريكية وفي العالم بحلول أواخر عام 2004. وفي عام 2005 اعتمدت وزارة الدفاع الأمريكية (البنتاغون) هذه التقنية في تتبع مخزون الجيش من عتاد وبضائع وأغذية لجنودها المنتشرين حول العالم.
هذه العملية تسمى سلسلة الإمداد؛ وكما توضح لنا الرسوم التالية، يتم تثبيت البطاقات بالمنتج في داخل المصنع خلال عملية التصنيع أوالتعبئة، وعند خروج المنتج من المصنع تتم عملية القراءة أثناء مغادرة الشاحنة وتقرأ مرة أخرى عندما تصل للبائع وتسجل أنها خرجت من المصنع ودخلت للمتجر وزمن الشحن وعدد القطع. وحتى عندما يشتري الزبون يتم تسجيل خروج القطعة من المتجر وكل ذلك يتم بدون تدخل من البشر فالقارئ يكون مثبت عند أبواب المتجر والمصنع وتتم العملية آلياً.
و سيتم بإذن الله إضافة شكل يبين تسلسل عملية مراقبة البضائع ونقلها وبيعها.

### في جوازات السفر
بدأت محاولات عدة في دول العالم تغيير فكرة جوازات السفر وتأشيرات الدخول التقليدية لتزيد من الرقابة والأمان والتحقق من الأشخاص. يمكن استخدام تحديد الهوية بموجات الراديو وتثبيتها بالجواز أوالتأشيرة وتخزين معلومات المسافر وصورته وعند مرور الشخص على المراقبة تتم قراءة المعلومات وإظهار الصورة أمام المراقب.

### في المجالات الطبية

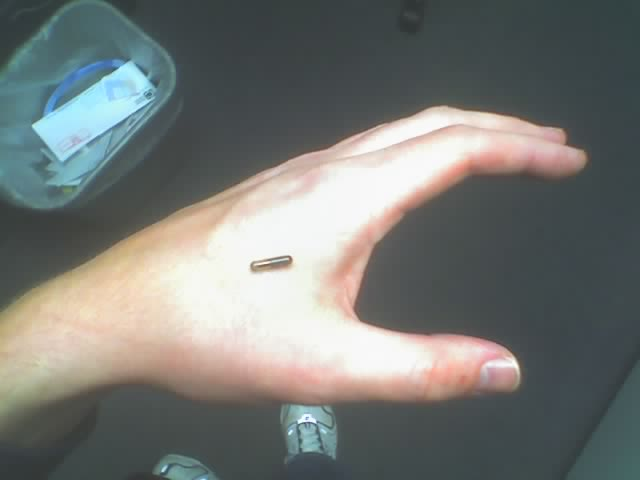
ستم زراعة هذه الرقاقة داخل اليد

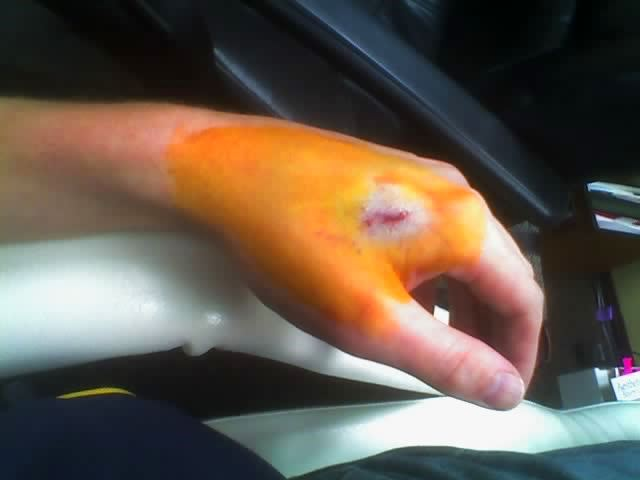
تم زراعة الرقاقة (اللون البرتقالي هو من سائل التطهير)

بعض الشركات مثل (VeriChip) تحاول استخدام هذه التقنية في المجالات الطبية لحفظ المعلومات عن المرضى وعلاجهم ومساعدة الأطباء في مراجعة تاريخ المريض بمجرد دخول المريض أو زيارته. ويمكن حتى زراعة هذه الرقائق إما تحت الجلد أو في ملابس المريض.

### في مجال الأمن
يمكن أن تستخدم RFID في أجهزة الحماية والإنذار التي تراقب المداخل وتتعرف على المارة من خلال البطاقات والأهم أنها قد تساعد في حالات الاختطاف بالتعرف على الأماكن التي مر بها الشخص المخطوف. وقد قامت إدارة إحدى مدارس مدينة اوساكا اليابانية باستخدام هذه التقنية في عام 2004 حيث يوضع قارئ على بوابة المدرسة ومواقع مهمة أخرى من أجل متابعة حركة التلاميذ في المدرسة لتأمين الحماية الكاملة لهم.

### في جسم الإنسان
فقد قام جرافسترا بزراعة بطاقتي RFID بكلتا يدية إحداهما بمساحة 3 ملم ب13 ملم والأخرى 2 ملم ب12 ملم. وخزن بهذه البطاقات معلومات عنه لتساعده باستعمال الحاسوب والأجهزة وحتى فتح الأبواب من خلال التحقق من هويته وعدم السماح لغيرة من استعمالها.

## معوقات ومحاذير

### المعوقات
اعتبر تعريف الهوية لاسلكيا بطريقة التمييز بين الاشياء والاشخاص بالموجات الراديوية RFID المنبعثة من شارات موضوعة مختلفة والترحيب بها، نوع من الاختراق والابتكار في تقنية التعقب والاستقصاء، الا انها شجبت على نطاق واسع لكونها الاقرب إلى تقنيات المراقبة السرية وأداة للتجسس والاستطلاع على الغيرو لذلك فإن تطبيق تقنية RFID يواجه الكثير من المعوقات، ومن أهمها:
1.التكلفة العالية: يرجع السبب في بطء تطبيق المكتبات أو تحولها نحو تقنية RFID (مثلاً) هو أن تكلفة رقاقات RFID لا تزال مكلفة مقارنة بتكلفة أرقام الترميز العمودي. وحتى ولو أضيفت تكلفة عنصر الشرائط الممغنطة ضمن عناصر مقارنة التكلفة، فإن إجمالي تكلفة المواد لاستخدام تقنية RFID تبلغ من 4-5 أضعاف تطبيق واستخدام كل من الترميز العمودي والشرائط الممغنطة سوياً. ولكن مع هذا التفاوت، إلا أن الزيادة في الكفاءة الوظيفية التي تقدمها تقنية RFID تعتبر عظيمة بما فيه الكفاية لإقناع الأعداد المتزايدة من المكتبات لتنفيذ هذه التقنية، ومن الأمثلة أيضاً أن تكلفة الرقاقة الواحدة في الولايات المتحدة الأمريكية تساوي دولارً واحداً، ولكن هذه التكلفة عالية إذا وضعت هذه الرقاقات على البضائع التي تتلف بسرعة كالحليب مثلاً، وتسعى الشركات المصنعة إلى جعل هذه التكلفة أقل من سنت واحد عندها سيكون بالإمكان استبدال الترميز العمودي برقاقات RFID ليطغى فكر هذه التقنية في جميع أنحاء العالم.
2.عدم توافق رقاقات RFID المصنعة في الشركات المختلفة مع بعضها البعض: يلاحظ أن رقاقات RFID الواردة من مختلف الموردين لا تتوافق مع بعضها البعض، لذلك فإن التغيير من مورد إلى آخر سيتطلب إعادة تركيب رقاقات جديدة ويرجع ذلك إلى عدم توفر معايير ملزمة لهذه الشركات.
3.انتهاك الخصوصية والأخلاقيات:

شعار حملة ضد الرقاقات بواسطة German privacy group FoeBuD

مما لا شك فيه أن تقنية RFID لها العديد من المزايا في المجالات التي تستخدم فيها ولكنها أيضاً تسمح لأشخاص أخرى ن بانتهاك خصوصية مستخدمي هذه التقنية، حيث أن رقاقات RFID يسهل قراءتها من أشخاص غير مرخص لهم في حال استخدموا جهاز قارئ RFID. فمثلاً سيكون بإمكان أي شخص يمتلك جهاز قارئ RFID أن يحصل على كل البيانات المخزنة عن الشخص إذا كانت مزروعة فيه مثلاً وبالتالي التعدي على خصوصيته واستخدام هذه البيانات بطرق غير شرعية. إضافة إلى الدخول خلسة إلى الأماكن المحظورة كما يقول بروس شنير أخصائي الأمن في شركة (كاونترباين إنترنت سيكيورتي). ويضيف أنه عندما تكون هذه الشرائح داخل بطاقات الهوية وداخل ثيابك وممتلكاتك، فأنت تقوم فعليا بإذاعة من أنت (هويتك) إلى أي شخص آخر يقع في مدى إرسال هذه الموجات من الشرائح. من هنا فإن مستوى الاستطلاع والمراقبة التي باتت ممكنة، ليس من قبل الحكومات فحسب، بل من قبل الشركات والمجرمين أيضا، هو أمر غير مسبوق بتاتا، لانه ببساطة لم يتبق لك مكان يمكنك أن تختبئ فيه.

### الرأي الآخر
من جهة أخرى فإن المؤيدين لهذه التقنية يتجاهلون كل ما سبق ويركزون على الفوائد الجمة لهذه التقنية. وكما يقول مارك روبيرتي محرر مجلة (RFID جورنال) وهي مطبوعة تجارية تزعم أنها مستقلة عن صناعات RFID، إنّ الفوائد الطويلة الامد والتوفير في النفقات والتكاليف من شأنها جميعا أن تغطي العيوب. و«إن التقنيات ليست جيدة ولا سيئة، بل هي اداة ويمكن استخدامها جميعها، إما بأساليب إيجابية أو سلبية». ويضيف ان «شبكة الإنترنت مثلا هي إضافة جيدة للاعمال والتجارة والمستهلكين، لكن بعضهم يستخدمها من دون تفكير أو تدقيق. وشرائح التعريف اللاسلكية ليست امرا مختلفا، لانها ستجلب الكثير من الفوائد والمنافع للمستهلكين والتجارة ورجال الأعمال. والمفتاح هنا هو العثور على وسائل لتوسيع هذه الفوائد وزيادتها ومحاولة الحد من أي سوء للاستخدام».
كما أن هنالك على الأقل 30 مليون شخص يحمل بطاقة RFID معه يوميا سواء على شكل مفاتيح سيارة، أو بطاقة دخول للمكاتب، أو لشراء وقود للسيارة، أو لدفع رسوم استخدام الطرق السريعة على حد قول روبيرتي الذي يشير إلى أنه في كل الأماكن التي وضعت فيها هذه التقنية في البيئة الاستهلاكية قام المستهلكون بالترحيب بها. في أي حال فإن النقاش حول هذه المسألة لن ينتهي قريبا، لكن الطرفين، المحبذ والمعارض، يتفقان على أن قليلا من النقاش مفيد وقد يبلور الوضع. في هذا الوقت يبدو أن التقنية شرعت تظهر في عدد متزايد من الأماكن، رغم أنك لو نظرت حولك فقد تخطئها ربما، ولا تستطيع العثور عليها.

## الخاتمة
إن الفائدة المعنوية من أنواع نظم RFID هو عدم الاتصال non-contact، إضافة إلى عدم ضرورة توفر مدى البصر للاتصال بها Non-line-of-sight. ويمكن قراءة البطاقات في البيئات الصعبة التي تتحملها مثل الجليد، الضباب، الثلوج، الدهانات ومخلفات التقشير، وظروف أخرى أكثر تحديا على الصعيد المرئي أو البيئي، حيث لا يمكن استخدام الترميز العمودي (Barcode) أو تقنيات القراءة البصرية الأخرى. كما يمكن قراءة رقاقات RFID في ظروف متحدية في سرعات ملحوظة بلغت في أحلك الظروف إلى أقل من 100 مللي ثانية. وتعتبر سعة القراءة-الكتابة لنظام RFID ذات فائدة معنوية أخرى في تطبيقات تفاعلية مثل work-in-process أو تتبع أعمال صيانة، لذا فهي تقنية مكلفة مقارنة مع الترميز العمودي. لقد أصبحت تقنية RFID لا غنى عنها لنطاق واسع من مجموعات البيانات الآلية وتطبيقات التعريف التي لم تعد ممكنة بأية حال. وتستمر التطويرات في تقنية RFID لإنتاج سعات تخزين أكبر، ونطاق قراءة أوسع، وتشغيل أسرع. وهذه التقنية إذا ما استمر تطويرها ونمو استخدامها ستجعل الترميز العمودي (Barcode) والتقنيات البصرية الأخرى غير فعالة، وإذا ما تم إنجاز بعض المعايير وتعميمها مثل إجبار الشركات المصنعة لاعتماد معيار واحد لرقاقات RFID التي تنتجها وطريقة تسجيلها حتى يكون بالإمكان استخدام أجهزة RFID تبادلياً من مختلف المصانع وبدون تكاليف إضافية، مما سيؤدي إلى نمو هذا السوق بشكل كبير جداَ.
إن هذه التقنية ساعدت في الكثير من المجالات وساعدت صناع القرار في دعم قراراتهم لتكون مبنية على أسس دقيقة وسريعة لتكون في الاتجاه الإيجابي بالنسبة لمؤسساتهم واداراتهم، فاتخاذ القرار يكون مبنيا على معلومات دقيقة وحساسه وبعض القرارات تعتمد مع معلومات لحظية لإتخاذ قرارات مهمة وصائبة، فهذه المعلومات توفرها تقنية RFID وخاصة في المجالات التجارية بما فيها شحن البضائع وأيضاً في المجالات التعليمية والمكتبات والمجالات العلمية والطبية وغيرها من المجالات المتنوعة.
و مع كل ما ذكرناه من مساوئ هذه التقنية والآراء المتناقضة المتعلقة بها فإن خبراء قوانين الخصوصية ومحللي السوق يقولون إن الحاجة تدعو إلى المزيد من النقاش والتوعية، والمهم هنا هو معرفة المستخدمين ما إذا كانوا مراقبين وإذا كان لديهم خيار آخر ومن الذي يستفيد من تلك المراقبة. ويتوقع أن تحدث الكثير من الصدامات والنقاشات حول تلك النقطة قبل أن يتم تسويتها بما يرضي غالبية الأطراف. كما أنّ على الشركات أن تتحرى قدراً أكبر من الصراحة حول خططها وعلى المستخدم أن يكتسب قدراً أكبر من المعرفة والوعي ليطرح الأسئلة ويتحمّل المسؤولية، ويجب على المشرعين متابعة الجوانب المختلفة للموضوع قبل فوات الأوان.